# متحف تيبازة
متحف تيبازة في الجزائر. يجمع متحف تيبازة تاريخ المنطقة التي مرت بها عدة حضارات منها البيزنطية والرومانية وغيرها.

## التاريخ
انشئ متحف تيبازة في سنة 1955 في بناية صغيرة وسط أشجار ألفية بالقرب من الميناء وغير بعيد عن الحظيرة الأثرية المصنفة سنة 1982 كتراث للإنسانية.

## المعروضات

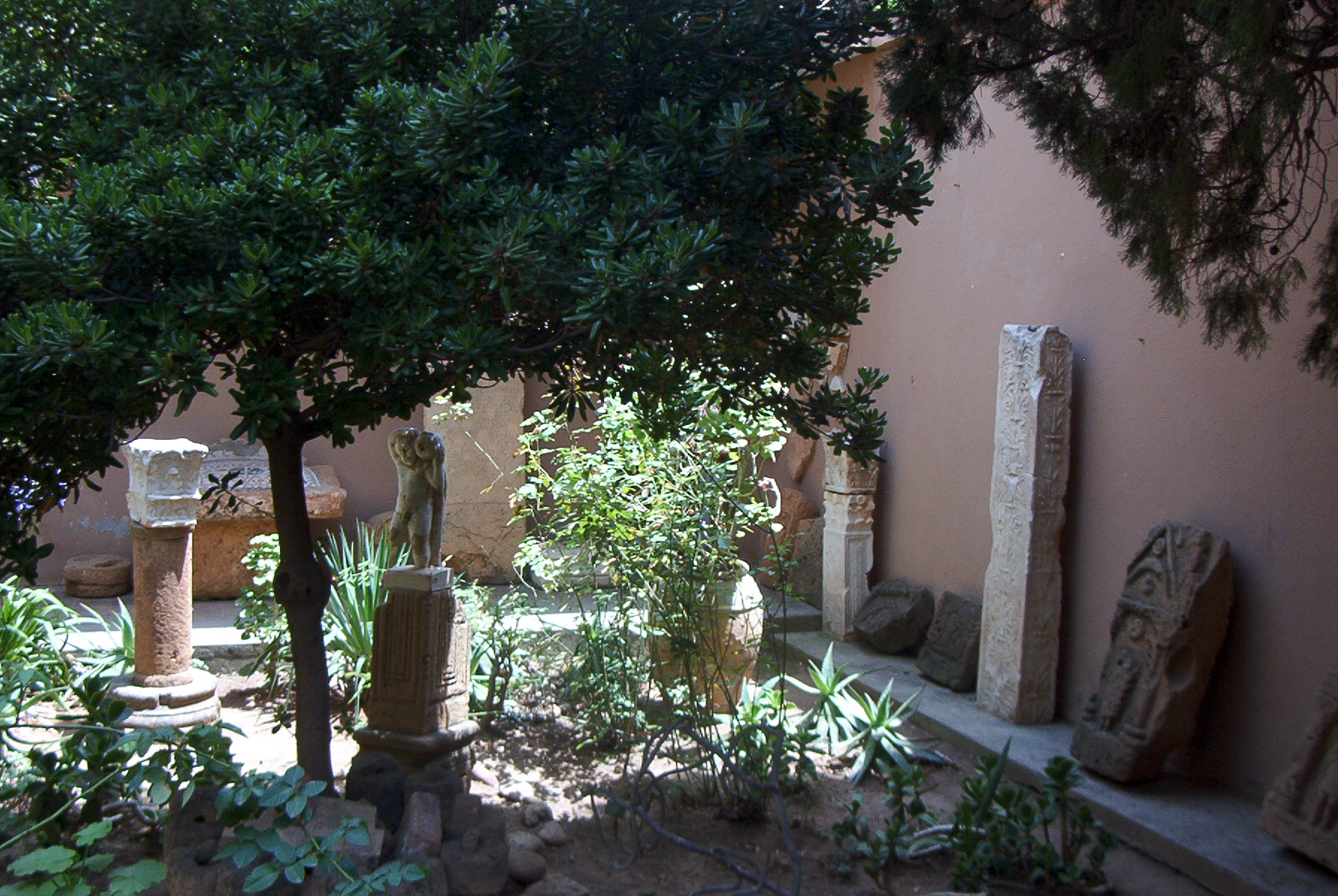
فناء المتحف

يضم هذا المتحف مجموعة من الآثار الدينية وبعض الأشياء التي كانت تستعمل يوميا من قبل سكان مدينة تيبازة آنذاك والتي تم تحديدها خلال مختلف حملات التنقيب المنظمة.
و يضم المتحف قاعة للعروض ورواقا يزيد المكان جمالا بفضل مختلف أنواع النباتات والأشياء التي تزينه إلى جانب النصب التذكارية الخاصة بشخصيات ورموز قرطاجية في إحدى أروقته الزجاجية مجموعة من التحف الزجاجية العتيقة التي يعتبرها المختصون الأجمل بشمال أفريقيا إلى جانب أشياء فخارية اغريقية ورومانية وقرطاجية أو صناعات محلية.
ويضم رواق آخر تشكيلة هامة من النقود القديمة التي يعود تاريخ طبع بعضها إلى القرن ال 13 قبل الميلاد
فيما يحتوى الرواق الثالث على أثاثا جنائزيا يعود إلى الحقبة المسيحية إلى جانب سلسلة من الجواهر والأشياء البرونزية وبعض القطع الذهبية المحفوظة بدقة.
وتقع عين الزائر بمجرد دخوله إلى المتحف على الموزاييك المعروفة «الكابتيف» «المكبلين» التي تم تحديدها بالمبنى الرومانى للقضاء خلال الحملات الأولى للتنقيب والتي لا زالت محافظة على بريقها وأصالتها.
وقد كانت هذه الأخيرة التي تعود إلى أواخر القرن الثالث قبل الميلاد بمثابة ديكور للمبنى الرومانى المدني.
وحسب المسؤولة عن الدائرة الأثرية فان هذه الوثيقة «موزاييك الكابتيف» جد هامة من الناحية التاريخية حيث أنها تشهد على المقاومة الشعبية للسكان المحليين ضد الاحتلال الرومانى.
وتظهر القوة الرومانية من جهتها عن طريق نصب تذكارية لفرسان الفرق الملحقة التي توقفت بالمنطقة وتوفيت بها.
كما يلاحظ الزائر تواجد تابوتين من الرخام المتواجدين في ركنى قاعة العروض.
يعبر التابوت الأول عن أسطورة بيلوبس وهيببودامى فيما يعبر التابوت الثاني عن ركب بحرى مزين.
وتشكل موزاييك «باكس وكونكورديا» بدورها إحدى العجائب الملفتة للانتباه.

## زواره
أصبح متحف تيبازة الذي استقبل منذ بداية السنة ما يزيد عن 43 ألف زائر معظمهم وفود جاءت في زيارات رسمية للجزائر قبلة لزوار المنطقة لما يتضمنه من آثار ومخطوطات تقف شاهدة على الحضارات التي عرفتها منطقة تيبازة الجزائرية.

## معرض صور

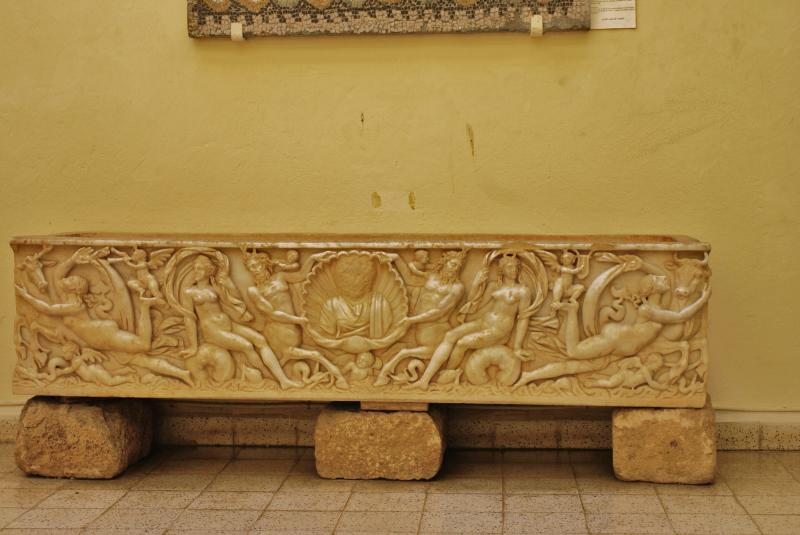
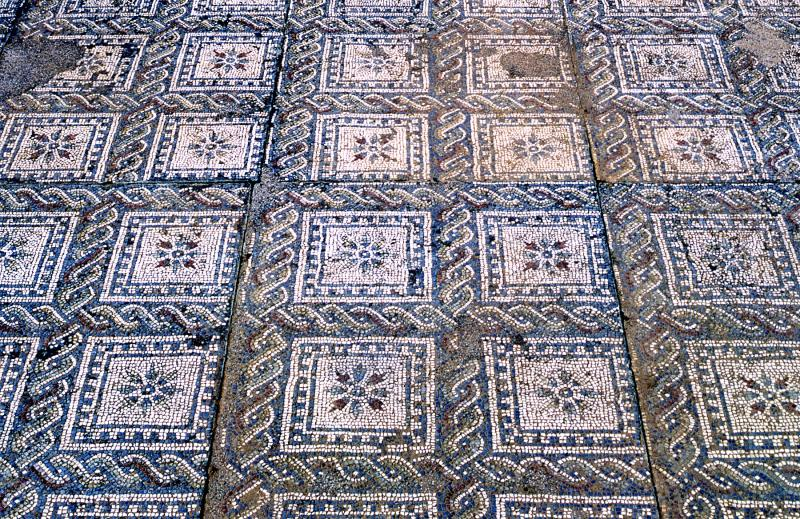
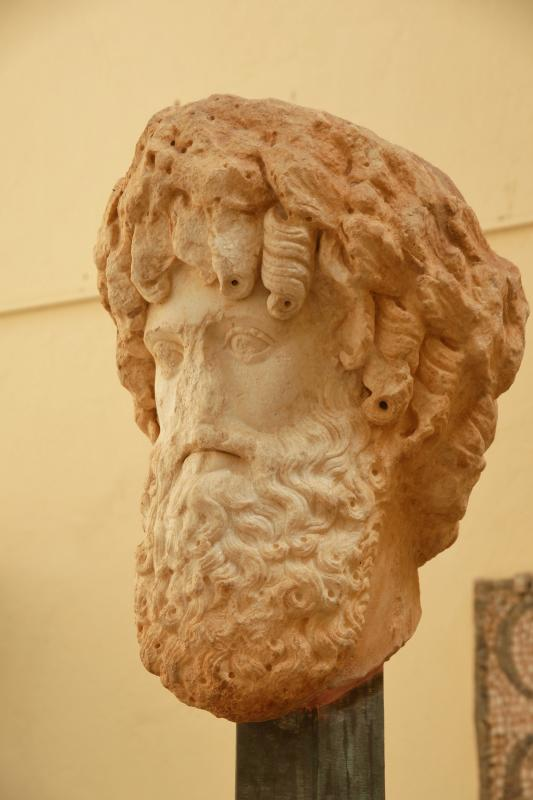
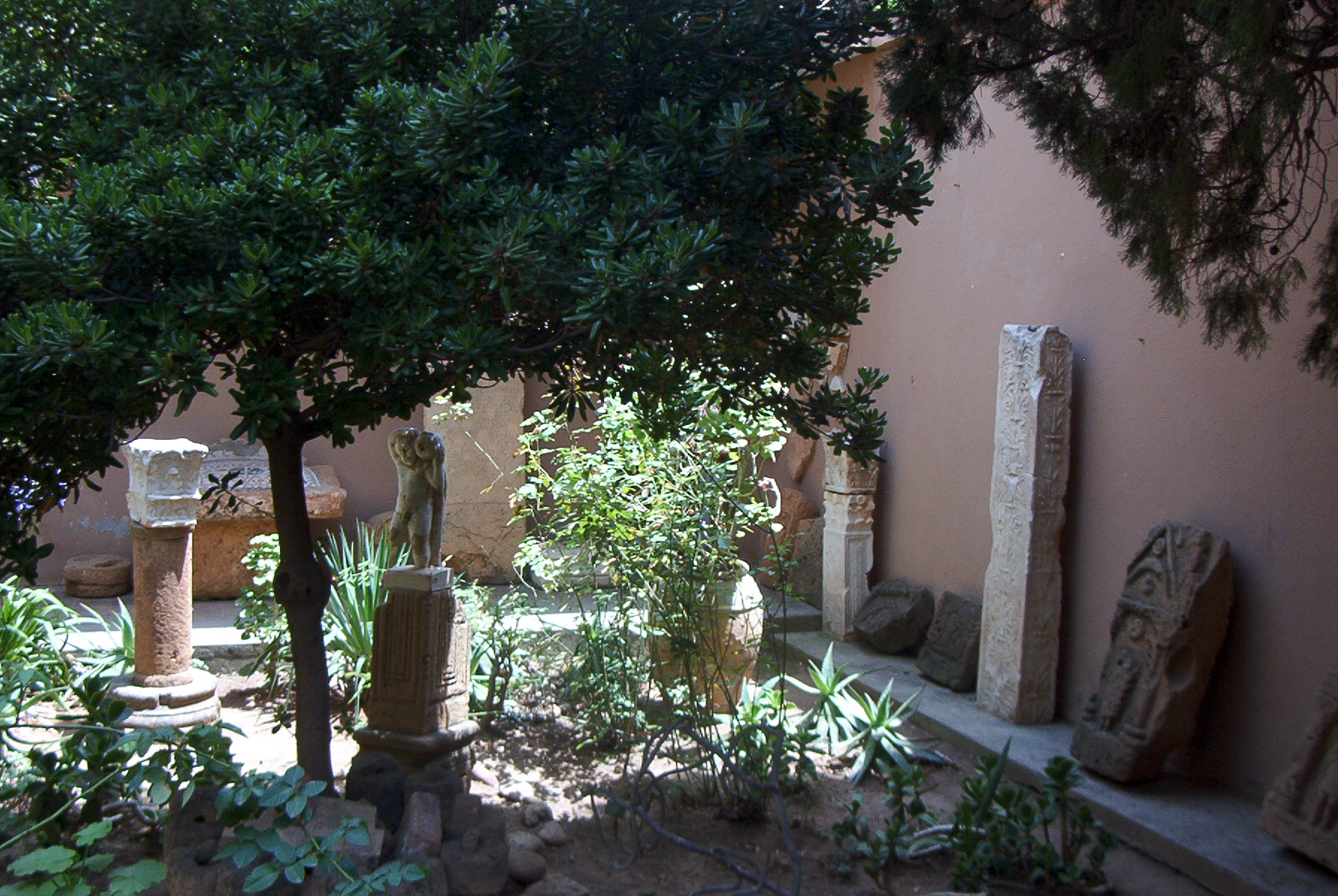
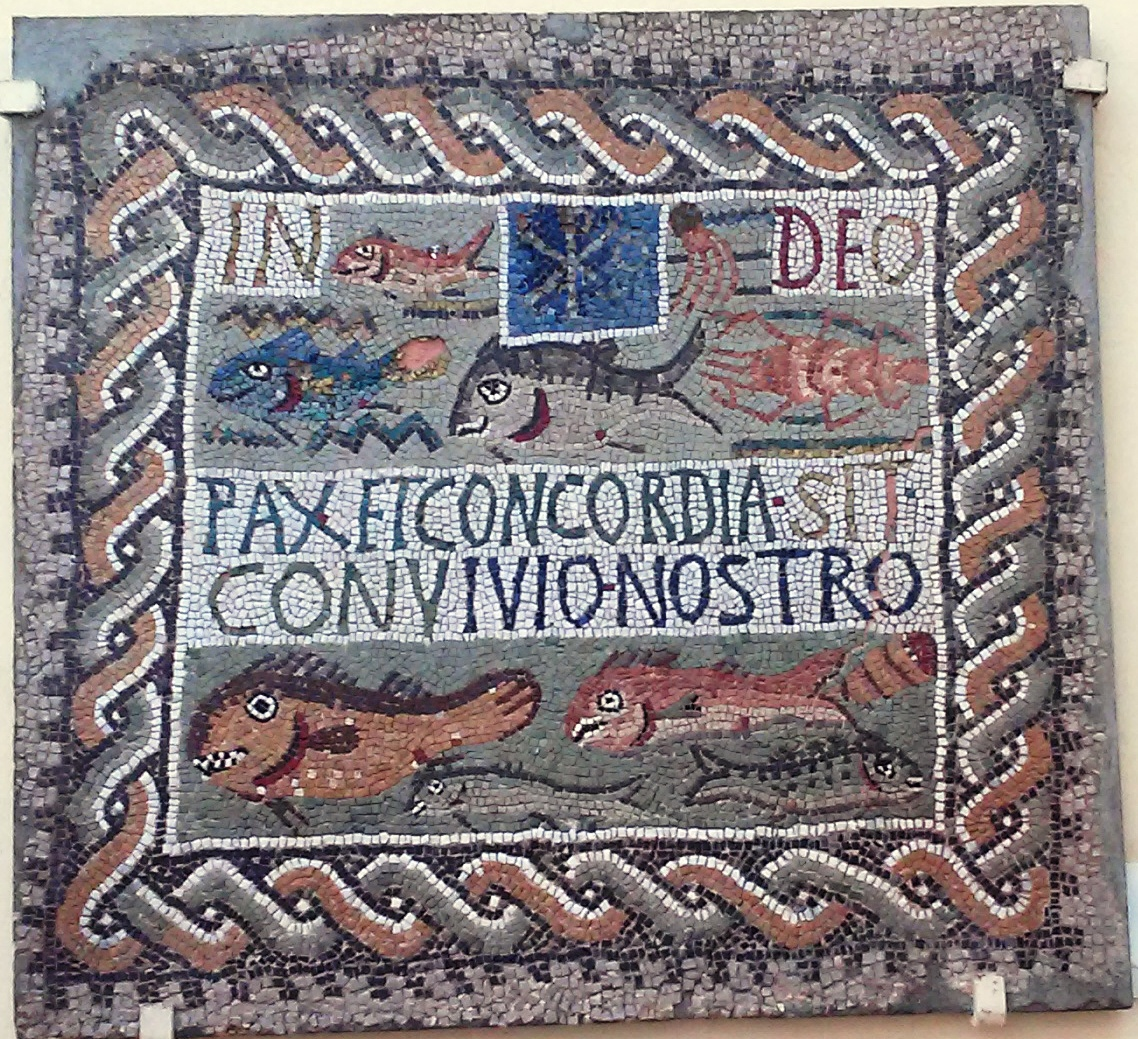

## مقالات ذات صلة
- متحف شرشال

## وصلة خارجية
- متحف تيبازة